# Арапова дупка (Ксиролимни)
Араповата дупка (на гръцки: Τρύπα του Αράπη) е пещера в планината Велия (Вендзия) край кожанското село Ксиролимни (Схинлар), Гърция, област Централна Македония.

## Местоположение
Пещерата се намира във Велия на 1087 m надморска височина, на 6 km от Ксиролимни и се вижда от пътя Сятища – Кожани. Скалите наоколо се използват за скално катерене.

## Описание
Араповата дупка предствалвява голям скален навес с малка ниша вътре. При повърхностно археологическо проучване е открито малко количество ръчно изработена керамика, вероятно от праисторически времена. Големите размери и местоположението на скалния навес, съчетани с наличието на археологически останки, водят до хипотезата за използването на обекта през Античността.